# Equipo Kern Pharma
Kern Pharma (oficialmente Equipa Kern Pharma) é uma equipa ciclista espanhola criada em 2020 na a estrutura da equipa de clube Lizarte que existe desde 1993. Está baseada em Pamplona na Espanha e está patrocinada pelo laboratório farmacêutico Kern Pharma Criada como uma equipa continental, corre com uma licença de UCI ProTeam desde 2021.

## Principais sucessos

### Campeonatos nacionais
- Campeonato de Taiwan em estrada : 1
  - Contrarrelógio : 2020 (Sergio Tu)

## Classificações UCI
A equipa participou nos circuitos continentais e principalmente nas provas da UCI Europe Tour. As tabelas abaixo apresentam as classificações da equipa nos diferentes circuitos, bem como o seu melhor corredor à classificação individual.
UCI America Tour
| Temporada | Classificação por equipas | Melhor corredor na classificação individual |
| --------- | ------------------------- | ------------------------------------------- |
| 2020      | -                         | Daniel Méndez (178.º)                       |

UCI Europe Tour
| Temporada | Classificação por equipas | Melhor corredor na classificação individual |
| --------- | ------------------------- | ------------------------------------------- |
| 2020      | 26.º                      | Enrique Sanz (276.º)                        |

A equipa é classificada igualmente ao Classificação mundial UCI que toma conta todas as provas UCI e implica todas as equipas UCI.
| Temporada | Classificação por equipas | Melhor corredor na classificação individual |
| --------- | ------------------------- | ------------------------------------------- |
| 2020      | 49.º                      | Enrique Sanz (336.º)                        |

## Equipa Kern Pharma em 2021
| Ciclista            | Data de nascimento | País          | Equipa 2020                                  |
| ------------------- | ------------------ | ------------- | -------------------------------------------- |
| Roger Adrià         | 18/04/1998         | Espanha       | Equipa Kern Pharma                           |
| Jon Agirre          | 10/09/1997         | Espanha       | Equipa Kern Pharma                           |
| Sergio Araiz        | 29/04/1998         | Espanha       | Equipa Kern Pharma                           |
| Urko Berrade        | 28/11/1997         | Espanha       | Equipa Kern Pharma                           |
| Jaime Castrillo     | 13/03/1996         | Espanha       | Equipa Kern Pharma                           |
| Francisco Galván    | 01/12/1997         | Espanha       | Equipa Kern Pharma                           |
| Carlos García       | 23/07/1999         | Espanha       | Caja Rural-Seguros RGA (stagiaire)           |
| Raúl García         | 23/02/2001         | Espanha       | Néo-profissional (Lizarte)                   |
| Álex Jaime          | 29/09/1998         | Espanha       | Néo-profissional (Lizarte)                   |
| Diego López         | 09/12/1997         | Espanha       | Euskaltel-Euskadi                            |
| Jordi López         | 14/08/1998         | Espanha       | Equipa Kern Pharma (stagiaire)               |
| Martí Márquez       | 09/02/1996         | Espanha       | Equipa Kern Pharma                           |
| Daniel Méndez       | 02/06/2000         | Colômbia      | Equipa Kern Pharma                           |
| Iván Moreno Sánchez | 27/05/1996         | Espanha       | Equipa Kern Pharma                           |
| Savva Novikov       | 27/07/1999         | Rússia        | CCC Development Team                         |
| José Félix Parra    | 16/01/1997         | Espanha       | Equipa Kern Pharma                           |
| Vojtěch Řepa        | 14/08/2000         | Chéquia       | Topforex Lapierre Pro Cycling Team           |
| Ibon Ruiz           | 30/01/1999         | Espanha       | Equipa Kern Pharma                           |
| Enrique Sanz        | 11/09/1989         | Espanha       | Equipa Kern Pharma                           |
| Danny van der Tuuk  | 05/11/1999         | Países Baixos | Metec-TKH Continental Cyclingteam p/b Mantel |

## Temporadas anteriores
Elenco
| Ciclista         | Data de nascimento      | País     | Equipa 2019                   |  |
| ---------------- | ----------------------- | -------- | ----------------------------- |  |
| Roger Adrià      | 18 de abril de 1998     | Espanha  | Lizarte                       |  |
| Jon Agirre       | 10 de setembro de 1997  | Espanha  | Baqué-Ideus-BH                |  |
| Sergio Araiz     | 29 de abril de 1998     | Espanha  | Lizarte                       |  |
| Urko Berrade     | 28 de novembro de 1997  | Espanha  | Euskadi Basque Country-Murias |  |
| Martín Bouzas    | 20 de novembro de 1997  | Espanha  | Lizarte                       |  |
| Jaime Castrillo  | 13 de março de 1996     | Espanha  | Movistar                      |  |
| Francisco Galván | 01 de dezembro de 1997  | Espanha  | Lizarte                       |  |
| Martí Márquez    | 09 de fevereiro de 1996 | Espanha  | Lizarte                       |  |
| Daniel Méndez    | 02 de junho de 2000     | Colômbia | AV Villas-Auteco              |  |
| Iván Moreno      | 27 de maio de 1996      | Espanha  | Lizarte                       |  |
| José Félix Parra | 16 de janeiro de 1997   | Espanha  | Lizarte                       |  |
| Ibon Ruiz        | 30 de janeiro de 1999   | Espanha  | Lizarte                       |  |
| Enrique Sanz     | 11 de setembro de 1989  | Espanha  | Euskadi Basque Country-Murias |  |
| Sergio Tu        | 20 de fevereiro de 1997 | Taiwan   | CCC Development               |  |

Vitórias
| Data       | Corrida                                | País                 | Classe | Vencedor     |
| ---------- | -------------------------------------- | -------------------- | ------ | ------------ |
| 06/09/2020 | 3. ª etapa de Belgrado-Banja Luka      | Bósnia e Herzegovina | 2.2    | Enrique Sanz |
| 22/1/2020  | Campeonato de Taiwan do contrarrelógio | Taiwan               | CN     | Sergio Tu    |